# كلام متكلف
في الطب النفسي، يعتبر الكلام المتكلف أو الكلام المتحذلق (بالإنجليزية: Stilted speech) اتصالًا يتسم بالشكليات الظرفية غير الملائمة. ويمكن التعبير عن هذه الطريقة الشكلية من خلال نغمة صوت غير طبيعية وكذلك محتوى الكلام "غير اللائق، أو القانوني، أو الفلسفي، أو الغريب". في كثير من الأحيان، يمكن أن يكون مثل هذا الكلام بمثابة دليل على اضطراب طيف التوحد أو اضطراب في الفكر، وهو عرض شائع في الفصام أو اضطراب الشخصية شبه الفصامي.
لتشخيص الكلام المتكلف، بحث الباحثون سابقًا عن الخصائص التالية:
- الكلام ينقل معلومات أكثر من اللازم.
- المفردات والقواعد المتوقعة من الكتابة الرسمية بدلاً من الكلام التخاطبي.
- التكرار أو التصحيحات غير الضرورية.

في حين أن محتوى الكلمات الحرفي وطويل الأمد هو في الغالب الميزة الأكثر تحديدًا للكلام المتكلف، فإن هذا الكلام غالبًا ما يعرض نبرة غير منتظمة، خاصة في الرنين. في كثير من الأحيان، يختلف ارتفاع الصوت والنبرة والمعدل والشدة الصوتية في الكلام المتكلف عن الكلام العادي، مما يؤدي إلى تصور التحدث المتحذلق أو المتكلف. على سبيل المثال، يمكن أن يظهر الخطاب الصاخب أو عالي الحدة للمستمعين على أنه شديد القوة بشكل مفرط بينما يخلق الكلام البطيء أو الأنفي انطباعًا بالتعالي.
هذه الصفات، التي توجد بشكل شائع في مرضى اضطراب طيف التوحد، تفسر جزئيًا سبب اعتبار الكلام المتكلف معيارًا تشخيصيًا للاضطراب. الكلام المتكلف، مع التنغيم غير النمطي، والانحراف في دلالات الألفاظ، والاختصار، والاستمرار، كلها عيوب معروفة لدى المراهقين في طيف التوحد. غالبًا ما يكون الكلام المتكلف الموجود عند الأطفال المصابين بالتوحد نمطيًا بشكل خاص أو حتى يتدرب عليه في بعض الحالات.
من المعروف أيضًا أن مرضى الفصام يعانون من الكلام المتكلف. يُعزى هذا العرض إلى عدم القدرة على الوصول إلى الكلمات الأكثر استخدامًا وصعوبة فهم تداوليات - العلاقة بين اللغة والسياق. ومع ذلك، فإن الكلام المتلف يظهر كأعراض أقل شيوعًا مقارنة بعدد معين من الأعراض الأخرى للذهان (أدلر وآخرون، 1999). يظهر هذا العنصر من الاضطراب المعرفي أيضًا كأحد أعراض اضطراب الشخصية النرجسية (أختار وطومسون، 1982).

## مقالات ذات صلة
- انحراف الاتصال (علم النفس) [الإنجليزية]
- لغة أدبية
- سجل (لغويات)